# Camoapita 2da. Sección
Camoapita 2da. Sección är en ort i Mexiko.   Den ligger i kommunen Pichucalco och delstaten Chiapas, i den sydöstra delen av landet, 700 km öster om huvudstaden Mexico City. Camoapita 2da. Sección ligger 321 meter över havet och antalet invånare är 238.
Terrängen runt Camoapita 2da. Sección är huvudsakligen kuperad, men åt nordväst är den platt. Runt Camoapita 2da. Sección är det ganska tätbefolkat, med 58 invånare per kvadratkilometer. Närmaste större samhälle är Pichucalco, 8,7 km öster om Camoapita 2da. Sección. Trakten runt Camoapita 2da. Sección består till största delen av jordbruksmark.